# Index Theologicus
Der Index Theologicus (IxTheo) ist eine internationale wissenschaftliche Open-Access-Bibliographie für Theologie und Religionswissenschaft. Der Index Theologicus verzeichnet wissenschaftlich relevante Literatur über das Christentum sowie über den Dialog mit anderen Religionen: konfessions-, sprachen-, medien- und zeitübergreifend. Herausgeber sind die Universitätsbibliothek Tübingen sowie die Evangelisch-Theologische Fakultät Tübingen und die Katholisch-Theologische Fakultät Tübingen.

## Geschichte
1975 wurde der Zeitschrifteninhaltsdienst Theologie (ZID) in Tübingen gegründet. Dieser war ein internationaler und interkonfessioneller Current-Content-Dienst, der die Inhaltsverzeichnisse der wichtigsten im Sondersammelgebiet (SSG) Theologie (UB Tübingen) abonnierten Zeitschriften abdruckte. Die monatlich erschienenen ZID-Hefte verfügten über Autoren-, Bibelstellen- und Personenregister, die in einem Jahres- und Fünfjahresregister kumulierten.
Seit 1997 wird die inhaltliche Sacherschließung durch den Verband der Diözesen Deutschlands (VDD) gefördert. Der ZID übernahm auch die Auswertung bestimmter Zeitschriften, die bis 1995 von der Katholischen Religionspädagogischen Dokumentationsstelle (München) ausgewertet wurden.
1995 erfolgte die Umstellung des ZID auf eine Datenbank auf der Basis von allegro-C, in der die bibliographischen Daten der ausgewerteten Zeitschriften elektronisch erfasst, vorgehalten und dem Druck der Hefte zugrunde gelegt wurden. Zum Jahreswechsel 1995/1996 wies die Datenbank mehr als 22.000 Aufsätze aus ca. 480 Zeitschriften und ausgewählten Festschriften nach. Bereits zwei Jahre später waren es ca. 67.000 Aufsätze aus fast 600 Zeitschriften und weit über 200 Festschriften. Die in den älteren noch konventionell hergestellten Heften enthaltenen bibliographischen Angaben wurden fast vollständig retrospektiv erfasst.
Zusätzlich zur sachlichen Erschließung mit normierten Schlagwörtern wurde im Jahre 1995 eine Facettenklassifikation (IxTheo-Klassifikation) bestehend aus 13 Hauptgruppen und 139 Klassen eingeführt.
Die Datenbank wurde zunächst in Form von installierbaren Disketten, später als CD-ROM angeboten. Von 1997 bis 2001 vertrieb die UB Tübingen die Datenbank direkt; von 2002 bis 2006 erschien sie im Tübinger Verlag Mohr-Siebeck.
Mit Ablauf des Jahres 2000 wurde die Druckversion des ZID eingestellt. 2002 wurde die Datenbank in Index Theologicus umbenannt.
Seit 2007 steht die Datenbank ausschließlich online und kostenlos zur Verfügung.

## Heute
Im Jahre 2011 beschloss die UB Tübingen, den IxTheo zu einer umfassenden Bibliographie für Theologie und Religionswissenschaft weiterzuentwickeln, in der neben Aufsätzen auch Monographien und andere relevante Quellen nachgewiesen werden. Zu diesem Zweck werden seit 2013 alle neuen Titel im Südwestdeutschen Bibliotheksverbund (SWB) katalogisiert. Nach Abschluss umfangreicher Migrationsvorbereitungen wurden im März 2016 ca. 550.000 Titel aus der ehemaligen IxTheo Allegro-Datenbank in den SWB migriert.
Seit 2015 wird der IxTheo im Rahmen des Fachinformationsdienstes (FID) Theologie mit Förderung der Deutschen Forschungsgemeinschaft (DFG) technisch und inhaltlich weiterentwickelt.
Der neue IxTheo ist ein modernes, facettenbasiertes Discovery-System auf der technischen Basis von VuFind. Zur Strukturierung der mehr als 4 Millionen Titel im IxTheo stehen zukünftig fachliche Einstiege für einzelne Sektionen, Fächer und Spezialsammlungen der Theologie zur Verfügung. Die Suche kann in neun Sprachen erfolgen: deutsch, englisch, französisch, italienisch, spanisch, portugiesisch, griechisch, russisch und chinesisch (traditionell / vereinfacht).
Durch semi-automatische Produktionsverfahren wird die Auswertung von Zeitschriften ständig erweitert.

## Inhalt
IxTheo weist konfessions-, sprachen- und zeitübergreifend wissenschaftliche Literatur über die christliche Theologie, deren historische Verflechtung sowie wissenschaftlichen Dialog mit anderen (Welt)-Religionen nach. Ein weiterer Schwerpunkt sind wissenschaftliche Titel der Religionswissenschaft.
Zu den Teildisziplinen der Theologie mit hohem Abdeckungsgrad gehören:
- Bibelwissenschaft
- Kirchengeschichte
- Theologiegeschichte
- Konfessionskunde
- Kirchenrecht
- Systematische Theologie
- Praktische Theologie

## Angebote
Die wichtigsten Angebote von IxTheo sind:
- Recherche relevanter Monographien, Aufsätze, Rezensionen, Datenbanken sowie Internetlinks.
- Unterstützung von Open-Access-Publikationen durch den Betrieb des Publikationssystems OJS[10]
- Fachrepositorium für Zweitveröffentlichungen[11]
- Personalisierte Suchanfragen
- Benutzergesteuerte Erwerbungen (Patron-Driven-Acquisition)[12]
- Bibelstellensuche[13]
- Volltextsuche[14]

## Kooperationen
IxTheo kooperiert mit Bibliotheken, anderen bibliographischen Unternehmungen, Verlagen und Herausgebern.
Die wichtigsten Kooperationspartner sind:
- Katholisch-Theologische Fakultät Innsbruck (BILDI, KALDI, MIMESIS)
- Institut für Kanonisches Recht (IKR), Münster
- Zentrum für Augustinus-Forschung  an der Julius-Maximilians-Universität Würzburg (ZAF), Würzburg
- Erzbischöfliche Diözesan- und Dombibliothek Köln
- Landeskirchliche Zentralbibliothek Stuttgart
- Verlag De Gruyter
- Verlag Brill
- Verlag Mohr-Siebeck